# Telepick
Telepick fue un sistema de televisión interactiva perteneciente a Televisión Española (TVE). Se trataba de un aparato receptor con una pequeña impresora incorporada, comercializado por la empresa Interactive Television desde 1993 hasta 1994.

## Historia
En los años 1990, TVE puso en marcha un servicio de televisión interactiva consistente en un aparato receptor que permitía enviar mensajes mediante un mando a distancia. A través de ese sistema se podía participar en concursos, comprar productos, e imprimir documentos, como noticias y recetas de cocina, gracias a la impresora que llevaba incorporada.
TVE inició las pruebas del Telepick en 1992 y lo puso a la venta en enero de 1993, a un precio de 22.000 pesetas. El aparato incorporaba una pantalla para anunciar los programas en los que el servicio estaba disponible, si bien TVE también lo hacía a través de un pequeño logotipo al comienzo de esos espacios. Los primeros en incluirlo fueron ¡Hola Raffaella!, Un, dos, tres... y El precio justo. El objetivo de la televisión pública era que estuviese disponible en el 70% de la programación.
A pesar de las expectativas de TVE, el Telepick resultó un fracaso comercial y tan solo fue adquirido por 13.000 personas. En febrero de 1994 la empresa Interactive Television declaró la suspensión de pagos con una deuda de 800 millones de pesetas, lo que supuso la desaparición de este servicio.
Telepick está considerado uno de los primeros casos prácticos de televisión interactiva en España junto con el Teletrébol de Telecinco.